# Бечаснов, Владимир Александрович
Вла́димир Алекса́ндрович Беча́снов (Беча́сный) (1802—1859) — российский политический деятель, декабрист.

## Биография
Происходил из дворян Рязанской губернии, воспитывался в рязанском уездном училище и губернской гимназии (курса не окончил), в 1814 поступил кадетом во 2 кадетский корпус, унтер-офицерский чин присвоен в 1820, выпущен прапорщиком и определен в 8-ю артиллерийскую бригаду в 1821.
Один из первых членов Общества соединённых славян (1823), вёл революционную пропаганду среди нижних чинов своей бригады. Участвовал во всех заседаниях общества, внёс предложение о разделении общества славян на 2 округа таким образом, чтобы артиллерия составляла одну управу, пехота — другую. Входил в число членов общества, которые были назначены для покушения на Александра I.
В 1826 году осуждён по первому разряду к каторжным работам навечно, в августе 1826 года срок каторги был сокращён до 25 лет, в ноябре 1832 года — до 15 и в декабре 1835 — до 13 лет. Каторгу Бечаснов отбывал в Читинском остроге (1827—1830), затем на Петровском заводе. По окончании срока указом 10.7.1839 обращён на поселение в село Смоленщина Жилкинской волости Иркутской губернии.
После амнистии 1856 остался в Сибири, жил и умер в Иркутске, похоронен в Знаменском монастыре.
В связи с размещением на территории монастыря в 1930-х годах иркутского гидропорта его могила была утеряна, по этому поводу писатель Исаак Гольдберг опубликовал ряд статей, которые привлекли внимание к этой ситуации и позволили остановить дальнейшее разрушение.

## Семья
- Отец — Александр Николаевич Бечаснов, майор, впоследствии чиновник 8 класса (ум. до 1826);
- Мать — Надежда Ивановна, в 1826 жила в Кременчуге;
- Жена (с 1846) — сибирская крестьянка Анна Пахомовна Кичигина (ум.1900);
- Дети: Анна, Ольга, Надежда, Зинаида (замужем за П. Гирченко), Вадим, Вячеслав (ум. 1895) и Михаил;
- Сестра — в 1826 жила вместе с матерью, душевнобольная;
- Брат — в 1826 портупей-прапорщик в Нижегородском пехотном полку.

## Документы
- Cледственное дело В. А. Бечасного. Архивная копия от 17 ноября 2019 на Wayback Machine//«Восстание декабристов», Т. V, С. 262–315, pdf
- Архивная копия от 17 ноября 2019 на Wayback Machine Письма В. А. Бечаснова к Н. А и М. А. Бестужевым. 1842–1849 гг. // Декабристы в Бурятии. Верхнеудинск, 1927. С. 89–98